# Reguenga
Reguenga es una freguesia portuguesa del concelho de Santo Tirso, con 3,93 km² de superficie y 1.595 habitantes (2001). Su densidad de población es de 405,9 hab/km².